# Francesco Inghirami
Francesco Inghirami, né à Volterra le 23 octobre 1772 et mort à Badia di Fiesole le 17 mai 1846 , est un archéologue, graveur et dessinateur italien.

## Biographie
Issu par sa mère de la famille des frères Marcello et Ridolfino Venuti, fondateurs de l'Académie étrusque de Cortone, il est contraint par son père de s'engager dans l'armée mais en est libéré en 1800 en raison d'une santé trop fragile.
Il devient alors directeur de la bibliothèque et des collections de Volterra puis, s'installe à Badia et est nommé sous-directeur de la Biblioteca Marcelliana de Florence.
Par ses catalogues d'objets et de monuments et son répertoire des tombes peintes de Tarquinia et de Chiusi, il contribue à la connaissance de la civilisation étrusque.
Il est par ailleurs le fondateur de l'imprimerie et atelier de gravure Poligrafia fiesolana.

## Œuvres
- Alcune figuline di Arezzo, 1820
- Degli Antichi vasi fittili sepolcrali, 1825
- Di Un antico specchio mistico esistente nel Museo britannico, 1825
- I Monumenti Etruschi, 10 vols., 1821-1826
- Galleria omerica, o Raccolta di monumenti antichi per servire allo studio dell'Iliade e dell'Odissea, 3 vols., 1831-1835
- Pitture di vasi etruschi per servire di studio alla mitologia ed alla storia degli antichi popoli, 4 vols., 1831-1837
- Museum Chiusinum, 1833
- Lettere di etrusca erudizione, 1838-1839

Illustrations
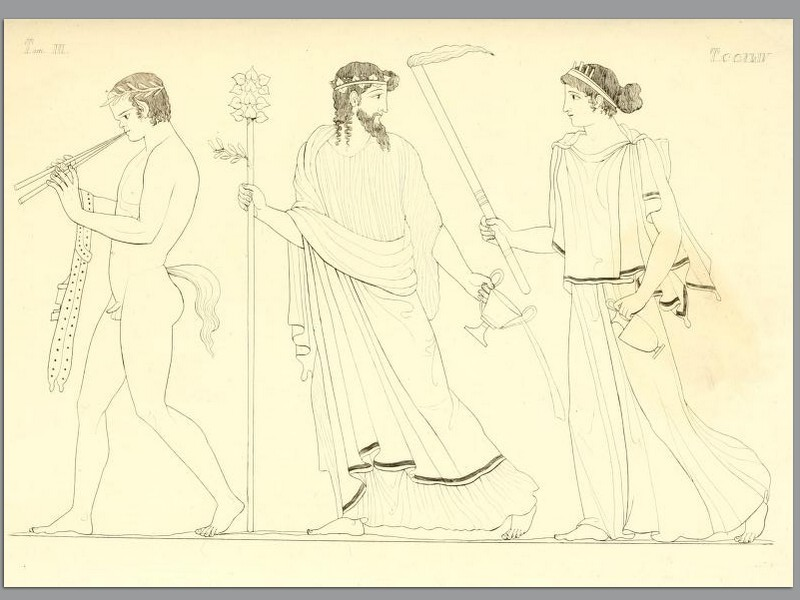
Pitture di vasi fittili, vol.3, 1835
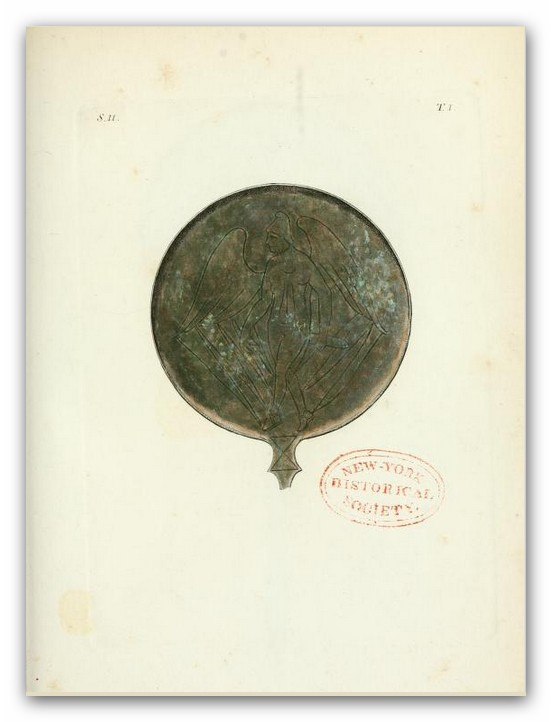
Bronzi etruschi, vol.1, 1821
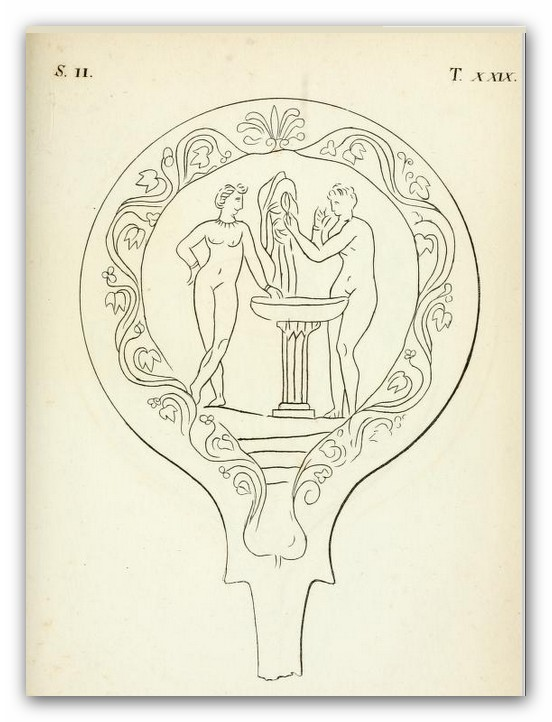
Bronzi etruschi, vol.29, 1821
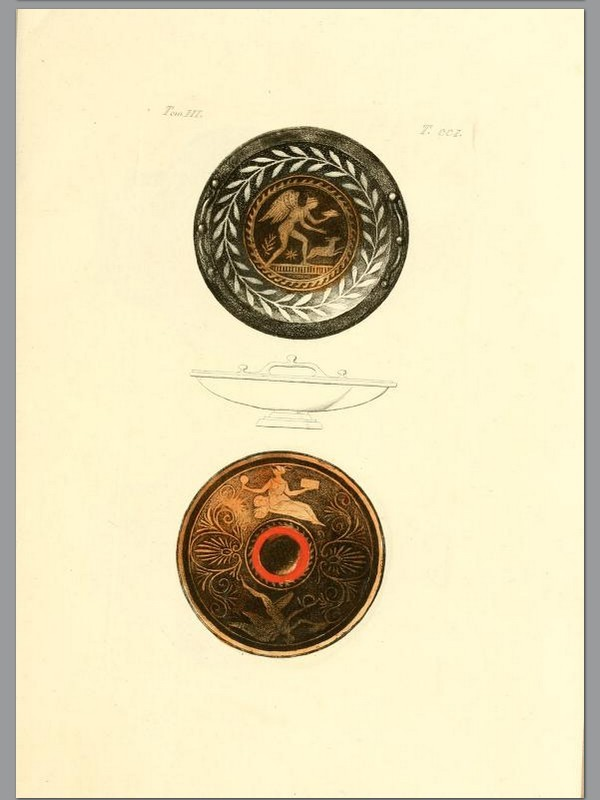
Pitture di vasi fittili, vol.3, 1835
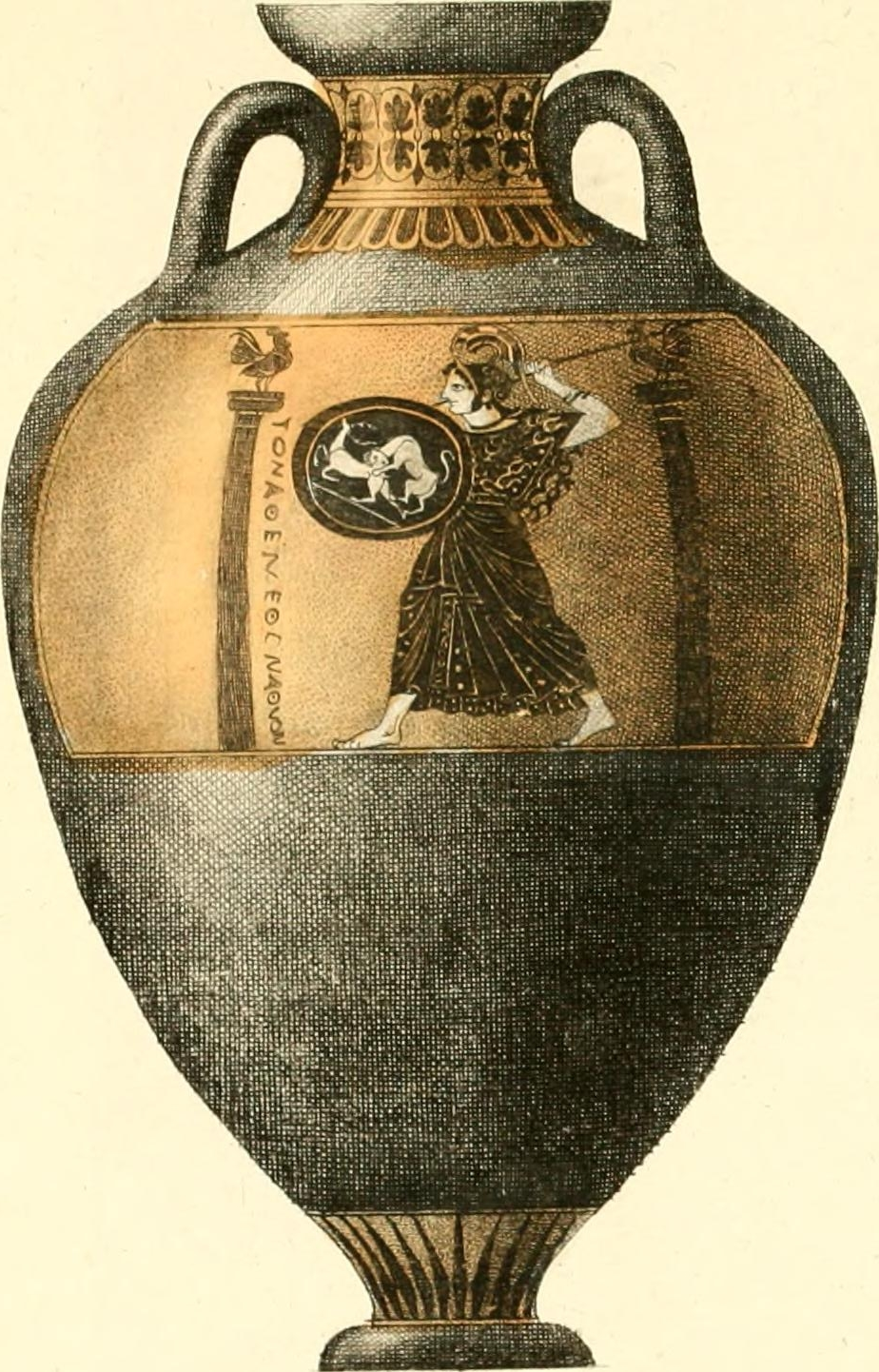
Pitture di vasi fittili, vol.3, 1835